# Habrodon
Habrodon är ett släkte av bladmossor som beskrevs av Wilhelm Philipp Schimper. Enligt Catalogue of Life ingår Habrodon i familjen Leskeaceae, men enligt Dyntaxa är tillhörigheten istället familjen Pterigynandraceae.
Kladogram enligt Catalogue of Life och Dyntaxa:
| Habrodon | \| \| Habrodon kashmiriensis \| \| \| \| \| \| Habrodon perpusillus \| \| \| \| |
|          | \| \| Habrodon kashmiriensis \| \| \| \| \| \| Habrodon perpusillus \| \| \| \| |
|          | Bryonorrisia                                                                    |
|          |                                                                                 |
|          | Chileobryon                                                                     |
|          |                                                                                 |
|          | Duthiella                                                                       |
|          |                                                                                 |
|          | Fabronidium                                                                     |
|          |                                                                                 |
|          | Iwatsukiella                                                                    |
|          |                                                                                 |
|          | bågmossor                                                                       |
|          |                                                                                 |
|          | Leskea                                                                          |
|          |                                                                                 |
|          | Leskeadelphus                                                                   |
|          |                                                                                 |
|          | Leskeella                                                                       |
|          |                                                                                 |
|          | Lindbergia                                                                      |
|          |                                                                                 |
|          | Mamillariella                                                                   |
|          |                                                                                 |
|          | Orthoamblystegium                                                               |
|          |                                                                                 |
|          | Pseudoleskea                                                                    |
|          |                                                                                 |
|          | dvärgbågmossor                                                                  |
|          |                                                                                 |
|          | Pseudoleskeopsis                                                                |
|          |                                                                                 |
|          | Rigodiadelphus                                                                  |
|          |                                                                                 |
|          | Schwetschkea                                                                    |
|          |                                                                                 |
|          | Habrodon kashmiriensis                                                          |
|          |                                                                                 |
|          | Habrodon perpusillus                                                            |
|          |                                                                                 |

|  | Habrodon kashmiriensis |
|  |                        |
|  | Habrodon perpusillus   |
|  |                        |